# Isla Agatti
Isla Agatti (en malayalam:അഗത്തി ഐലന്റ) (a veces llamada "Agathy") está a 7 km de Isla larga, y situada a unos 459 kilómetros de Kochi, India. Su superficie total es de aproximadamente 2,7 km². Su población según el último censo fue 5.667 personas. Está rodeada por todas partes por un arrecife de coral. 
Agatti es una parte de las islas Laquedivas, que es el territorio más pequeño de la Unión de la India. El acceso por mar requiere un viaje de 24 horas en barco, el tiempo de vuelo desde Kochi es de 75 minutos. el aeródromo de Agatti es el único aeropuerto en Laquedivas. Indian Airlines y Kingfisher Airlines opera diariamente vuelos ATR72 de Kochi. 
Se puede entrar en la isla sólo si tiene un lugar confirmado para quedarse. Se está obligado a obtener un permiso de entrada de la Administración de Laquedivas para entrar o visitar la isla. El Permiso de entrada se emite sobre la base del lugar confirmado de la estancia. Sólo hay un hotel o resort en Agatti, llamado Agatti Island Beach Resort (AIBER). 